# Брізі (фільм)
Брізі (англ. Breezy) — американська мелодрама 1973 року режисера Клінта Іствуда.

## Сюжет
Історія кохання між підприємцем з продажу нерухомості і юною хіпі з гітарою. Кожен з них самотній, але по своєму. Брізі відкрита і любить людей, не чекаючи любові у відповідь, Френк любить лише себе і дарує любов своїм жінкам тільки коли йому це потрібно. Брізі навчить Френка любові, а Френк подарує їй океан під назвою життя.

## У ролях
| Актор               | Роль                |
| ------------------- | ------------------- |
| Вільям Голден       | Френк Гармон        |
| Кей Ленц            | Брізі               |
| Роджер С. Кармел    | Боб Гендерсон       |
| Марж Дюсей          | Бетті Тобін         |
| Джоан Готчкіс       | Пола Гармон         |
| Джеймі Сміт-Джексон | Марсі               |
| Шеллі Моррісон      | Ненсі Гендерсон     |
| Денніс Олівері      | Бруно               |
| Юджин Пітерсон      | Чарлі               |
| Норман Бартольді    | людина в автомобілі |